# MUD
머드(multi user dungeon, MUD)란 다인용 실시간 가상 세계로, 보통 텍스트 기반이거나 스토리보드화되어 있다. MUD는 롤플레잉 게임, 핵 앤드 슬래시, 플레이어 대 플레이어, 인터랙티브 픽션, 그리고 채팅의 요소를 결합한다. 플레이어는 방, 물건, 다른 플레이어, 그리고 논플레이어 캐릭터에 대한 설명을 읽거나 보며, 일반적으로 텍스트로 설명되는 가상 세계에서 행동을 수행할 수 있다. 플레이어는 일반적으로 자연어와 유사한 명령어를 입력하고, 보통 아바타라고 불리는 캐릭터를 사용하여 서로 및 세계와 상호작용한다.
전통적인 MUD는 판타지 세계를 배경으로 하는 롤플레잉 비디오 게임을 구현하며, 이 세계는 가상의 종족과 괴물들로 채워져 있고, 플레이어는 특정 기술이나 능력을 얻기 위해 클래스를 선택한다. 이런 종류의 게임의 목표는 괴물을 죽이고, 판타지 세계를 탐험하고, 퀘스트를 완료하고, 모험을 떠나고, 롤플레잉을 통해 이야기를 만들고, 생성된 캐릭터를 성장시키는 것이다. 많은 MUD는 던전 & 드래곤 시리즈 게임의 주사위 굴림 규칙을 기반으로 만들어졌다.
이러한 판타지 설정의 MUD가 흔하지만, SF (장르) 설정이거나 인기 있는 책, 영화, 애니메이션, 역사적 시대, 의인화된 동물들이 사는 세계 등을 기반으로 하는 MUD도 많다. 모든 MUD가 게임은 아니다. 일부는 교육 목적으로 설계되었고, 다른 일부는 순수하게 채팅 환경이며, 많은 MUD 서버의 유연한 특성으로 인해 컴퓨터 과학 연구부터 지리정보학, 의료정보학, 분석화학에 이르는 다양한 분야에서 가끔 사용된다. MUD는 커뮤니케이션, 사회학, 법, 경제학을 포함한 여러 분야의 학자들의 관심을 끌었다. 한때 미국 군대에서도 화상 회의용으로 MUD를 사용하는 것에 관심을 보였다.
대부분의 MUD는 취미로 운영되며 무료로 플레이할 수 있다. 일부는 기부를 받거나 플레이어가 가상 아이템을 구매할 수 있도록 허용하기도 하며, 월 구독료를 부과하는 곳도 있다. MUD는 표준 텔넷 클라이언트나 사용자 경험을 개선하도록 설계된 특수 MUD 클라이언트를 통해 접속할 수 있다. The Mud Connector와 같은 다양한 웹 포털에는 수많은 게임이 등록되어 있다.
에버퀘스트와 울티마 온라인과 같은 현대 대규모 다중 사용자 온라인 롤플레잉 게임(MMORPG)과 세컨드 라이프가 대표적인 소셜 가상 세계 장르의 역사는 직접적으로 MUD 장르로 거슬러 올라간다. 실제로 MMORPG라는 용어가 발명되기 전에는 이러한 스타일의 게임을 단순히 그래픽 MUD라고 불렀다. 여러 영향력 있는 MMORPG 디자이너들은 MUD 개발자 또는/및 플레이어로 시작했거나 (예: 래프 코스터, 브래드 맥퀘이드, 매트 피러, 그리고 브라이언 그린) 초기 MUD에 참여했다(예: 마크 제이콥스와 J. 토드 콜먼).

## 개요
가장 일반적인 머드 화면은 다음과 같은 형태이다
.... 북....

...........

서.......동

...........

.... 남....

[출구: 동서남북]

당신은 서쪽으로 이동합니다.

땅의 골렘이 서있습니다.

땅의 골렘이 당신을 공격합니다.

<체력 120, 마법력 80, 이동력 100> 마법 땅의 골렘 블리저드

당신은 블리저드 마법을 땅의 골렘에게 걸었습니다.

땅의 골렘이 40의 피해를 입었습니다.

땅의 골렘이 당신에게 23의 피해를 주었습니다.

<체력 97, 마법력 56, 이동력 100>

머드는 서버에서의 이동 및 공격 처리를 텍스트로 전송받아, 사용자는 이에 반응하여 명령어를 입력하는 것으로 진행되게 된다. 이러한 텍스트 기반의 반응은 TinTin++(The kIckiN Tickin dIkumud clieNt)과 같은 머드 클라이언트의 개발 및 사용을 부추겼다. 머드 클라이언트는, 서버로부터의 전송된 문자열을 파싱하여, 미리 사용자에 의해 프로그램 된대로의 반응 문자를 서버로 되돌리는 것이다. 많은 머드에서는 실제 사용자가 플레이 하는 것보다 프로그램이 플레이 하는 경우가 많았다. 이로 말미암아, 고레벨이 양산되었으며, 또한 당시의 열악하고 제한된 서버 환경에서 이러한 "봇"이 접속을 유지함으로써 실제 사용자가 접속할 수 없는 경우가 많았다. 그러므로 대부분의 머드에서는 머드 클라이언트의 사용을 비정상적인 것으로 간주하며, 강하게 금지하였다. 그러나 일부 게임은 자체로 만들어 놓은 클라이언트를 통하여 접속을 하도록 꾸며 놓기도 한다. 머드크래프트나 rpgbot의 경우가 그러한 경우이다.

## 초기 역사

### 기원

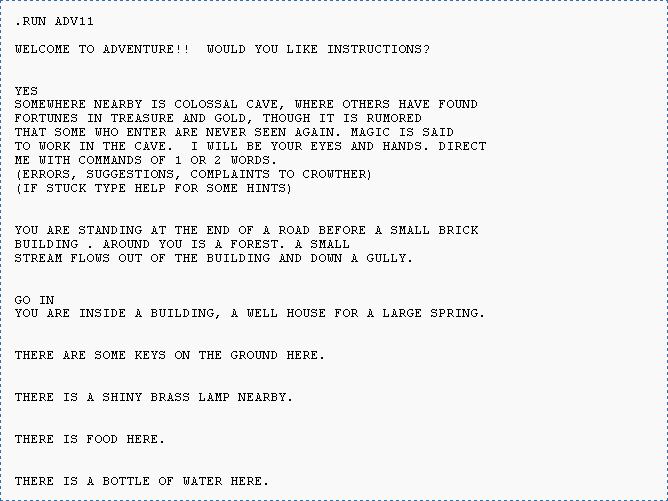
윌 크라우더의 어드벤처

1975년 DECPDP-10 컴퓨터에서 윌 크라우더가 만든 콜로설 케이브 어드벤처는 처음으로 널리 플레이된 어드벤처 게임이었다. 이 게임은 1976년 돈 우즈에 의해 크게 확장되었다. 어드벤처라고도 불렸던 이 게임은 컴퓨터로 제어되는 던전 마스터를 포함하여 많은 D&D 기능과 참조를 포함하고 있었다.
1975년부터 일리노이 대학교 및 기타 PLATO를 사용하던 미국 대학의 PLATO 시스템에서 수많은 던전 탐험 게임이 만들어졌다. 이들 중에는 "pedit5", "oubliette", "moria", "avatar", "krozair", "dungeon", "dnd", "crypt", "drygulch" 등이 있었다. 1978년에서 1979년경, 이 게임들은 다양한 PLATO 시스템에서 활발히 사용되었으며, 3D 그래픽, 스토리텔링, 사용자 참여, 팀 플레이, 던전 내의 사물 및 몬스터 깊이 면에서 눈에 띄는 정교함의 증가를 보였다.
어드벤처에 영감을 받아 1977년 여름 MIT의 학생들은 PDP-10 미니컴퓨터용 게임을 만들었다. 조크 (비디오 게임)라고 불린 이 게임은 아파넷에서 큰 인기를 얻었다. 조크는 1978년 DEC에서 일하는 프로그래머에 의해 DUNGEN("던전")이라는 파일 이름으로 포트란으로 포팅되었다.
1978년, 영국의 에식스 대학교 학생이었던 로이 트럽쇼는 DEC PDP-10용 매크로-10 어셈블리어로 다중 사용자 어드벤처 게임을 개발하기 시작했다. 그는 자신이 즐겨 플레이했던 조크의 던전 변형에 경의를 표하며 이 게임을 MUD(Multi-User Dungeon)라고 명명했다. 트럽쇼는 1980년 개발을 에식스 대학교의 동료 학생이었던 리처드 바틀에게 넘겨주기 전에 MUD를 BCPL(C의 전신)로 변환했다. 이 게임은 마법사 등급을 획득하여 캐릭터에게 불멸성과 필멸자에 대한 특별한 힘을 부여할 때까지 점수를 얻는 것에 중점을 두었다.

### 더 넓은 접근성과 초기 파생작
에식스 MUD 또는 후년에 MUD1으로 더 잘 알려진 MUD는 에식스 대학교 네트워크에서 운영되었으며, JANET(영국 학술 X.25 컴퓨터 네트워크) 사용자가 주말과 평일 오전 2시부터 8시 사이에 접속할 수 있도록 게스트 계정이 설정되면서 더 널리 접근 가능해졌다. 1980년에 대학교가 내부 네트워크를 아파넷에 연결하면서 첫 번째 인터넷 다중 사용자 온라인 롤플레잉 게임이 되었고 온라인 게임 산업 전체를 시작했다.
원조 MUD 게임은 1987년 말에 문을 닫았는데, 컴퓨서브의 압력 때문인 것으로 알려졌다. 리처드 바틀이 게임 라이선스를 넘겨준 곳이다. 이로 인해 MUD1의 파생작으로 유사한 게임플레이를 가진 MIST만이 에식스 대학교 네트워크에서 운영되는 유일한 MUD로 남아 처음으로 넓은 인기를 얻은 종류 중 하나가 되었다. MIST는 1991년 초 호스팅 머신인 PDP-10이 교체될 때까지 운영되었다.
1985년에는 원조 MUD에서 영감을 받은 여러 프로젝트가 시작되었다. 여기에는 벤 로리의 'Gods'가 포함되었는데, 이는 게임 종료 시 온라인 생성을 포함한 MUD1 클론이었고, 1988년에 상업적 MUD가 되었다. 그리고 핍 코드레이가 운영하던 BBS에서 사람들을 모아 가정용 컴퓨터에서 실행될 MUD1 클론을 만들었던 톨키네스크 MUD인 'MirrorWorld'도 있었다.
열렬한 MUD1 플레이어였던 닐 뉴웰은 MUD1이 휴일 동안 닫혔기 때문에 1985년 크리스마스에 자신의 MUD인 SHADES를 프로그래밍하기 시작했다. 취미로 시작된 SHADES는 영국에서 브리티시 텔레콤의 프레스텔 및 마이크로넷 네트워크를 통해 상업적 MUD로 접근 가능하게 되었다. SHADES에서 발생한 스캔들은 인드라 신하의 인터넷 회고록인 《사이버 집시들》에서 설명된 바와 같이 마이크로넷의 폐쇄로 이어졌다.
동시에 컴퓨넷은 당시 시스템에서 실행 중이던 MUD1의 복사본인 Multi-User Galaxy Game이라는 SF (장르) 대안 프로젝트를 시작했다. 두 프로그래머 중 한 명이 컴퓨넷을 떠나자, 남은 프로그래머인 앨런 렌턴은 게임을 처음부터 다시 작성하기로 결정하고 이름을 Federation II로 지었다(당시 Federation I은 존재하지 않았다). 이 MUD는 1989년에 공식적으로 출시되었다. Federation II는 나중에 AOL에서 채택되어 단순히 Federation: Adult Space Fantasy로 알려지게 되었다. Federation은 AOL이 무제한 서비스를 제공하기 시작한 후 AOL을 떠나 독립적으로 운영되었다.

### 다른 초기 MUD와 유사한 게임
1978년, 로이 트럽쇼가 MUD를 작성하던 무렵, 앨런 E. 클라이츠는 미네소타 교육 컴퓨터 협회가 운영하던 CDC 사이버 6600 시리즈 메인프레임에서 Multi-파스칼을 사용하여 Scepter(Scepter of Goth)라는 게임을 만들었고, 나중에 Milieu라고 불렀다. 클라이츠는 1983년 Milieu를 IBM XT로 포팅하여 새로운 포트를 Scepter of Goth라고 명명했다. Scepter는 10에서 16명의 동시 사용자를 지원했으며, 일반적으로 모뎀을 통해 접속했다. 이 게임은 최초의 상업용 MUD였으며, 여러 지역에 프랜차이즈가 판매되었다. Scepter는 처음에는 밥 앨버티가 설립한 GamBit(미네소타주 미니애폴리스)이 소유하고 운영했다. GamBit의 자산은 나중에 인터플레이 프로덕션에 매각되었다.
1984년, 마크 피터슨은 Scepter of Goth의 클론으로 The Realm of Angmar를 만들었다. 1994년, 피터슨은 The Realm of Angmar를 재작성하여 MS-DOS(많은 다이얼인 BBS 시스템의 기반)에 맞게 조정하고 이름을 Swords of Chaos로 변경했다. 몇 년 동안 이것은 여러 BBS 시스템에서 호스팅되는 인기 있는 형태의 MUD였지만, 광범위한 인터넷 접속으로 인해 대부분의 BBS가 사라졌다.
1984년, 마크 제이콥스는 상업용 게임 사이트인 Gamers World를 만들고 배포했다. 이 사이트에는 제이콥스가 코딩하고 디자인한 두 가지 게임이 있었는데, Aradath라는 MUD(나중에 이름이 변경, 업그레이드 및 GEnie로 포팅되어 Dragon's Gate로 알려짐)와 Galaxy라는 4X SF 게임(또한 GEnie로 포팅됨)이었다. 전성기에는 이 사이트가 Aradath와 Galaxy 모두에 대해 약 100명의 월간 구독자를 보유했다. GEnie는 1990년대 후반에 문을 닫았지만, Dragon's Gate는 나중에 AOL로 가져와졌다가 마침내 독립적으로 출시되었다. Dragon's Gate는 2007년 2월 10일에 폐쇄되었다.
1980년 여름, 버지니아 대학교 동급생인 존 테일러와 켈튼 플린은 로그라이크ASCII 그래픽을 사용한 6인용 게임 던전 & 드래곤에서 영감을 받은 Dungeons of Kesmai를 만들었다. 그들은 1982년에 케스마이 회사를 설립했으며, 1985년에는 Dungeons of Kesmai의 향상된 버전인 Island of Kesmai를 컴퓨서브에서 출시했다. 나중에, 그 2D 그래픽 후손인 Legends of Kesmai는 1996년 AOL에서 출시되었다. 이 게임들은 2000년에 상업적으로 은퇴했다.
에식스 대학교 전통의 MUD의 인기는 1980년대 후반 미국에서 저렴한 개인용 컴퓨터와 300에서 2400비트/초의 모뎀이 롤플레잉 플레이어들이 다회선 BBS와 컴퓨서브와 같은 온라인 서비스 제공자에 접속할 수 있게 되면서 급증했다. 이 시기에는 MUD가 "Multi Undergraduate Destroyer"의 약자라고 불리기도 했는데, 이는 대학생들 사이에서 그 인기가 높았고 게임에 많은 시간을 할애했기 때문이다.
Avalon: The Legend Lives는 예후다 시몬스가 1989년에 출판했다. 전통적인 시간별 초기화와 점수 기반 퍼즐 해결 진행 시스템이 없는 최초의 지속적인 게임 세계였다. 아발론은 균형과 조화(재사용 대기시간), 기술 기반 플레이어 대 플레이어 전투, 그리고 플레이어 운영 정부 및 플레이어 주택과 같은 개념을 도입했다.

### 후기 역사
2004년에 MUD의 중요한 용도에는 "온라인 게임, 교육, ... 사교" 및 종교적 의식 또는 기타 종교 활동이 포함되었다.

## 인기 있는 변형

### AberMUD
최초로 인기 있었던 MUD 코드베이스는 1987년 앨런 콕스가 애버리스트위스 웨일스 대학교의 이름을 따서 만든 AberMUD였다. 앨런 콕스는 원조 에식스 대학교 MUD를 플레이했으며, 게임플레이는 이에 크게 영향을 받았다. AberMUD는 처음에는 Honeywell L66 메인프레임에서 GCOS3/TSS로 B 언어로 작성되었다. 1988년 말에 C 언어로 포팅되었고, 이는 1989년 출시와 함께 많은 유닉스 플랫폼으로 빠르게 확산될 수 있게 했다. AberMUD의 인기로 인해 여러 영감을 받은 작품이 탄생했으며, 그 중 가장 주목할 만한 것은 TinyMUD, LPMud, DikuMUD였다.

### TinyMUD
몬스터는 리처드 스크렌타가 VAX를 위해 VMS 파스칼로 작성한 다중 사용자 어드벤처 게임이었다. 이 게임은 1988년 11월에 공개되었다. 몬스터는 디스크 기반이었고 게임 수정 사항이 즉시 적용되었다. 몬스터는 플레이어가 게임 세계를 구축하고, 새로운 퍼즐을 설정하거나 다른 플레이어가 탐험할 던전을 만들 수 있도록 허용하는 접근 방식을 개척했다. 약 60,000줄의 코드로 구성된 몬스터는 콜로설 케이브 어드벤처가 그 안에서 작동하도록 설계된 것처럼 보이는 많은 기능을 가지고 있었다. 네트워크에 접속 가능한 몬스터 서버는 많지 않았지만, 제임스 애스프네스에게 영감을 주어 그는 몬스터의 간소화된 버전을 만들었고 이를 TinyMUD라고 불렀다.
C로 작성되어 1989년 말에 출시된 TinyMUD는 많은 파생작을 낳았는데, 여기에는 TinyMUCK과 TinyMUSH가 포함된다. TinyMUCK 버전 2에는 MUF(Multi-User Forth)라는 완전한 프로그래밍 언어가 포함되어 있었고, MUSH는 명령어 인터페이스를 크게 확장했다. 전투 중심의 전통적인 MUD와 거리를 두기 위해 TinyMUD의 "D"는 Multi-User "Domain" 또는 "Dimension"을 의미한다고 말해졌다. 이는 결국 MUD 외의 다른 약어(예: MUCK, MUSH, MUSE 등)가 이러한 종류의 서버에 대한 인기를 얻으면서 MU*라는 용어가 TinyMUD 패밀리를 지칭하는 데 사용되게 되었다. UberMUD, UnterMUD, MOO는 TinyMUD에서 영감을 받았지만 직접적인 파생작은 아니다.
TinyMUD는 또한 TinyMUD 코드베이스에서 실행되는 첫 번째 데이터베이스를 지칭하는 데 사용되며, TinyMUD Classic이라고도 알려져 있다. 이 데이터베이스는 1989년 8월부터 1990년 4월까지 운영되었으며, 뮤지컬 브리가둔에 나오는 스코틀랜드 마을을 참조하여 브리가둔 데이라고 불리는 휴일 동안 매년 8월에 다시 운영된다.

### Hourglass
아워글라스의 첫 버전은 예후다 시몬스와 나중에 대니얼 제임스가 Avalon: The Legend Lives를 위해 작성했으며, 이 게임은 1989년 런던 MUD 메가 미팅의 마지막 회의인 Adventure '89에서 처음 공개되었다. 그리고 처음에는 IOWA 시스템에서 호스팅되었다. 처음에는 에이콘 아르키메데스 440에서 ARM 어셈블리어로 작성되었지만, 1994년에는 유서 깊은 아르키메데스에서 PC의 데비안 리눅스로, 그리고 나중에 레드햇으로 옮겨졌으며, 그 이후로 우분투로 전환한 것을 제외하고는 계속 그곳에 남아 있다. 아워글라스의 초기 버전은 벤 메이젤스에 의해 1992년에 Vortex라는 이름으로 PC로 포팅되기도 했다.
Avalon: The Legend Lives를 위해 특별히 작성되었음에도 불구하고, 1999년부터 2014년까지 운영된 Avalon: The First Age를 포함하여 여러 게임을 탄생시켰다. 현재는 사라진 1996년의 Age of Thrones와 특히 Achaea, Dreams of Divine Lands는 자체 랩처 엔진으로 이동하기 전에 Vortex에서 시작되었다. Hourglass는 2016년 현재까지 계속 개발되고 있으며, Avalon: The Legend Lives는 현재 2,901,325 단어의 텍스트와 2,248,374 줄의 게임 코드(2,417,900 명령)를 가지고 있다. 원본 게임은 1989년에 1KB였던 것에 비해 2016년 1월에는 102GB에 달했다.

### LPMud
1989년, LPMud는 라르스 펜쇼(그래서 LPMud의 LP)에 의해 개발되었다. 펜쇼는 TinyMUD와 AberMUD의 열렬한 플레이어였고, TinyMUD의 유연성과 AberMUD의 게임플레이를 결합한 세계를 만들고 싶어했다. 이를 위해 그는 오늘날 가상 머신으로 알려진 것을 만들었는데, 이를 LPMud 드라이버라고 불렀으며, 게임 세계를 만드는 데 사용되는 LPC 프로그래밍 언어를 실행했다. 펜쇼의 LPMud에 대한 관심은 결국 줄어들었고, 개발은 외른 "아밀라르" 레네케, 펠릭스 "드워킨" 크로스, 팀 "비크" 홀레벡, 라르스 뒤닝과 같은 다른 사람들에 의해 이어졌다. 1990년대 초, LPMud는 가장 인기 있는 MUD 코드베이스 중 하나였다. 원조 LPMud의 후손에는 MudOS, DGD, SWLPC, FluffOS, 그리고 오랜 LPMud 개발자 프레드릭 "프로페조른" 휘비네테의 작품인 파이크 프로그래밍 언어가 포함된다.

### DikuMUD
1990년 AberMUD에서 영감을 받은 DikuMUD의 출시는 그 코드를 기반으로 한 핵 앤드 슬래시 MUD의 폭발적인 증가로 이어졌다. DikuMUD는 수많은 파생 코드베이스에 영감을 주었는데, 여기에는 CircleMUD, Merc, ROM, SMAUG, 그리고 GodWars가 포함된다. 오리지널 Diku 팀은 세바스티안 해머, 톰 매드슨, 카티아 니뵈, 마이클 자이퍼트, 한스 헨리크 스태르펠트로 구성되었다. DikuMUD는 MMORPG 장르의 초기 발전에 핵심적인 영향을 미쳤는데, 에버퀘스트(열렬한 DikuMUD 플레이어인 브래드 맥퀘이드가 만들었다)는 너무나 Diku와 유사한 게임플레이를 보여주어 베란트 개발자들이 실제 DikuMUD 코드가 포함되지 않았다는 선서 진술서를 발행해야 했다.

### Simutronics
1987년, 셉터 오브 고스와 Island of Kesmai를 플레이했던 데이비드 왓리가 톰과 수잔 젤린스키와 함께 심유트로닉스를 설립했다. 같은 해에 그들은 젬스톤의 프로토타입을 GEnie에 시연했다. 단명한 젬스톤 II 이후, 젬스톤 III는 1990년 2월에 공식 출시되었다. 젬스톤 III는 1995년 9월에 AOL에서 이용 가능하게 되었고, 이어서 1996년 2월에 DragonRealms가 출시되었다. 1997년 말까지 젬스톤 III와 DragonRealms는 AOL에서 가장 많이 플레이되는 게임 1, 2위가 되었다.

## 게임플레이

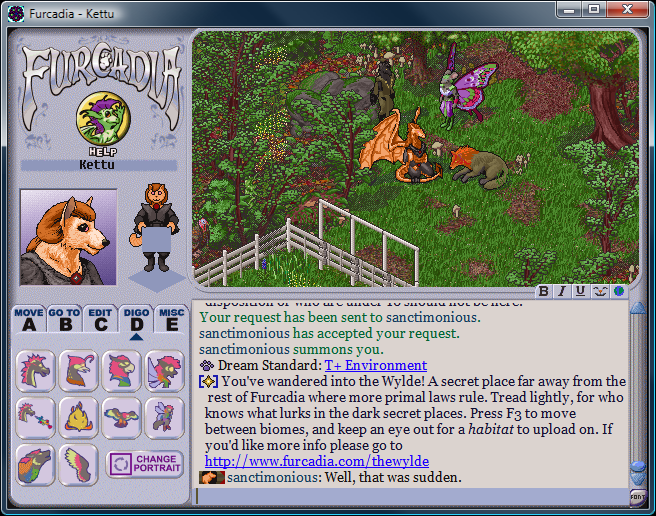
푸르카디아의 게임 인터페이스

일반적인 MUD는 플레이어에게 자신이 서 있는 방이나 지역을 설명하고, 해당 지역의 물건, 플레이어, 논플레이어 캐릭터(NPC) 및 모든 출구를 나열한다. 작업을 수행하려면 플레이어는 take apple 또는 attack dragon과 같은 텍스트 명령어를 입력한다. 게임 환경에서의 이동은 일반적으로 플레이어가 이동하려는 방향(또는 그 약어)을 입력하여 이루어지며, 예를 들어 north 또는 단순히 n을 입력하면 플레이어는 북쪽 경로를 통해 현재 지역을 나간다.
MUD 클라이언트는 MUD 텔넷 인터페이스를 사용자에게 더 쉽게 접근할 수 있도록 하는 컴퓨터 애플리케이션으로, 구문 강조, 키보드 매크로, 연결 지원과 같은 기능을 제공한다. 대표적인 클라이언트로는 TinyTalk, TinyFugue, TinTin++, zMUD 등이 있다.

## 스타일
MUD에는 전체적인 초점, 게임플레이, 기능에 있어 많은 변형이 있었지만, 다양한 게임 역학, 비디오 게임 장르, 논게임 사용을 분류하는 데 도움이 될 수 있는 몇 가지 뚜렷한 하위 그룹이 형성되었다.

### 핵 앤드 슬래시 MUD
아마도 MUD 게임 디자인에서 가장 흔한 접근 방식은 던전 & 드래곤 캠페인의 구조를 느슨하게 모방하는 것으로, 롤플레잉보다는 전투와 성장에 더 중점을 둔다. 이러한 MUD가 플레이어 킬링을 제한하고 플레이어 대 환경 충돌과 퀘스트를 선호할 때, 이들은 핵 앤드 슬래시 MUD라고 불린다. 이는 전통적인 MUD의 방 기반 특성 때문에 원거리 전투를 구현하기가 일반적으로 어렵기 때문에 대부분의 MUD가 캐릭터에게 주로 근접 전투 무기를 장착시키므로 특히 적절하다고 볼 수 있다. 이러한 스타일의 게임은 역사적으로 MUD 장르 내에서 "어드벤처 게임"이라고도 불렸지만, 비디오 게임 전체는 이러한 용법과 크게 다른 "어드벤처 게임"의 의미를 발전시켰다.

### 플레이어 대 플레이어 MUD
대부분의 MUD는 플레이어 대 플레이어 전투(종종 PK로 약칭)를 제한한다. 이는 하드 코딩된 제한과 다양한 형태의 사회적 개입을 통해 이루어진다. 이러한 제한이 없는 MUD는 일반적으로 PK MUD로 알려져 있다. 한 걸음 더 나아가, 이러한 종류의 갈등에만 전념하는 MUD를 순수 PK MUD라고 부르며, 그 첫 번째는 1992년의 Genocide였다. Genocide의 아이디어는 플레이어 대 플레이어 온라인 게임의 진화에 큰 영향을 미쳤다.

### 롤플레잉 MUD
일반적으로 RP MUD로 약칭되는 롤플레잉 MUD는 플레이어가 항상 자신의 캐릭터 역할을 수행하도록 권장하거나 강제한다. 일부 RP MUD는 몰입감 있는 게임 환경을 제공하는 반면, 다른 일부는 게임 요소가 없는 가상 세계만을 제공한다. 롤플레잉이 강제되고 게임 세계가 컴퓨터로 정교하게 모델링된 MUD는 때때로 롤플레잉 집중 MUD 또는 RPIMUD라고도 불린다. 많은 경우, 롤플레잉 MUD는 핵 앤드 슬래시 유형과 차별화하기 위해 "MUD"라는 이름을 아예 버리고 대신 MUX (Multi-User Experience) 또는 MUSH (Multi-User Shared Hallucination)를 사용하기도 한다.

### 소셜 MUD
소셜 MUD는 주로 사교 활동을 위한 환경에 중점을 두어 게임 요소를 약화시킨다. 이들은 온라인 채팅 외에 다른 요소를 유지한다는 점에서 토커와 구별되는데, 일반적으로 커뮤니티 활동으로서의 온라인 생성과 롤플레잉의 일부 요소를 유지한다. 종종 이러한 MUD에는 광범위하게 정의된 사교 집단과 롤플레잉 집단이 존재한다. TinyMUD 계열 또는 MU*의 서버 소프트웨어는 전통적으로 소셜 MUD를 구현하는 데 사용된다.

### 토커
덜 알려진 MUD 변형은 토커로, 일반적으로 ew-too 또는 NUTS와 같은 서버 소프트웨어를 기반으로 하는 다양한 채팅 환경이다. 초기 인터넷 토커의 대부분은 복잡한 게임 메커니즘이 제거되고 통신 명령만 남은 LPMud였다. 최초의 인터넷 토커는 1990년의 Cat Chat이었다.

### 교육용 MUD
MUD 서버 소프트웨어의 유연성을 활용하여 일부 MUD는 게임이나 채팅이 아닌 교육 목적으로 설계되었다. MicroMUSE는 일부 사람들에게 최초의 교육용 MUD로 간주되지만, 이 역할로의 발전이 1994년이 되어서야 완성되었다고 주장할 수 있으며, 그렇게 되면 1993년의 Diversity University를 포함한 많은 교육용 MOO가 최초의 교육용 MUD가 될 것이다. MUD 매체는 구성주의 학습 교육 접근 방식에 자연스럽게 부합한다. TMI(The Mud Institute)는 라르스 펜쇼가 프로젝트에 대한 흥미를 잃은 것이 분명해진 후, LPMud를 개발하고 LPC를 가르치는 데 관심 있는 사람들을 위한 모임 장소로 1992년 2월에 개설된 LPMud였다. TMI는 LPMud 드라이버와 라이브러리 모두에 중점을 두었으며, 드라이버는 MudOS로 진화했지만 TMI Mudlib는 공식적으로 출시되지 않았고 다른 라이브러리 개발에 영향을 미쳤다.

### 그래픽 MUD
그래픽 MUD는 컴퓨터 그래픽스를 사용하여 가상 세계의 일부와 방문자를 나타내는 MUD이다. 초기의 저명한 그래픽 MUD는 1985년 루카스필름을 위해 랜디 파머와 칩 모닝스타가 작성한 하비타트였다. 일부 그래픽 MUD는 플레이어가 특수 클라이언트와 게임의 아트워크를 다운로드해야 하지만, 다른 일부는 웹사이트 기반으로 풍부한 경험을 제공한다. 그래픽 MUD는 단순히 사용자 인터페이스를 향상시키는 것(예: Wolfery는 방 그림을 설정하는 옵션을 제공하지만, 그 외에는 텍스트 기반 상호 작용을 유지한다)에서부터 시각적 공간 관계와 맞춤형 아바타 외형을 가진 3D 세계를 시뮬레이션하는 것(예: 울티마 온라인은 풍부한 포인트 앤 클릭 경험을 제공한다)까지 다양하다.
메리디안 59, 에버퀘스트, 울티마 온라인, 다크 에이지 오브 카멜롯과 같은 게임들은 초기에는 일상적으로 그래픽 MUD라고 불렸다. 룬스케이프는 실제로 원래 텍스트 기반 MUD로 의도되었지만, 개발 초기 단계에서 그래픽이 추가되었다. 그러나 1990년대 후반 컴퓨팅 능력과 인터넷 연결의 증가, 그리고 온라인 게임이 대중 시장으로 전환되면서 "그래픽 MUD"라는 용어는 쇠퇴하고, 1997년 리처드 개리엇이 만든 MMORPG라는 용어로 대체되었다.

## 개발
MUD의 기술 인프라 내에서 mudlib("MUD library"의 축약어)은 게임 내 세계의 규칙을 정의한다. mudlib의 예로는 Ain Soph Mudlib, CDlib, Discworld Mudlib, Lima Mudlib, LPUniversity Mudlib, MorgenGrauen Mudlib, Nightmare Mudlib, 그리고 TMI Mudlib가 있다.
객체 지향 프로그래밍을 포함하는 MUD는 게임 세계에 요소를 추가하고 사용자에게 더 많은 상호 작용 방식을 제공하는 등 복잡한 기능을 추가할 수 있는데, 이는 객체 지향 프로그래밍이 없는 MUD는 할 수 없는 일이다.

## 커뮤니티
MUD의 역사는 주로 커뮤니티 사이트와 블로그를 통해 보존되어 왔으며, 언론적 명성을 가진 주류 매체를 통해서는 보존되지 않았다. 1990년대 후반부터 The Mud Connector 웹사이트는 활성 MUD의 중앙 집중식 관리 저장소 역할을 해왔다. 1995년, 인디펜던트지는 6만 명이 넘는 사람들이 약 600개의 MUD를 정기적으로 플레이하고 있으며, 이는 3년 전의 170개 MUD에서 증가한 수치라고 보도했다. 인디펜던트지는 또한 MUD 커뮤니티 내의 뚜렷한 사회화 패턴을 주목했다.
2004년에 MUD는 미국에서 상대적으로 인기가 있었고 대부분 텍스트 기반이었다.
매시블리의 세라피나 브레넌은 2009년 기준으로 MUD 커뮤니티가 "쇠퇴 중"이라고 썼다.

## 심리학 및 참여
셰리 터클은 MUD의 지속적인 사용(그리고 많은 경우 과도한 사용)이 사용자로 하여금 그들의 환경에서 다른 인격을 발전시키도록 허용한다고 이론을 개발했다. 그녀는 1990년대 중반 텍스트 기반 MUD에서 시작된 사례들을 사용하며, 대학생들이 동시에 최대 세 개의 다른 MUD에서 캐릭터를 통해 다른 삶을 살면서 학업도 병행하는 모습을 보여준다. 학생들은 이것이 잠시 자신의 삶을 "차단"하고 다른 현실의 일부가 되는 방법이라고 주장했다. 터클은 이것이 오늘날의 청소년들에게 정체성이라는 심리적 문제를 제기할 수 있다고 주장한다.
"A Story About A Tree"는 래프 코스터가 LegendMUD 플레이어인 캐린의 죽음에 대해 쓴 짧은 에세이로, 가상 세계에서의 인간 관계 문제를 제기한다.
MUD 플레이 관찰은 대략적으로 분류할 수 있는 플레이 스타일을 보여준다. 성취 지향형 플레이어는 경험치, 레벨, 부와 같은 구체적인 성공 측정에 집중한다. 탐험 지향형 플레이어는 게임의 모든 구석구석을 조사하고 다양한 게임 메커니즘 옵션을 평가한다. 사교 지향형 플레이어는 대부분의 에너지를 다른 플레이어와 상호 작용하는 데 쏟는다. 그리고 가능하다면 다른 플레이어와 부정적으로 상호 작용하고, 다른 캐릭터를 죽이거나 그들의 플레이를 방해하는 데 집중하는 킬러가 있다. 한 가지 방식으로만 플레이하는 플레이어는 거의 없으며, 대부분은 다양한 스타일을 보인다. 리처드 바틀에 따르면, "사람들은 자기 발견의 수단으로서 영웅의 여정의 일부로 그곳에 간다."
연구에 따르면 MUD에서는 다양한 요소들이 결합하여 사용자에게 단순한 의사소통이 아닌 현존감을 제공하는 것으로 나타났다.

## 문법적 용법과 파생 용어
명사로서 MUD는 말하는 사람과 맥락에 따라 MUD, Mud, mud 등으로 다양하게 쓰인다. 또한 동사로도 사용되어, mud하다는 MUD를 플레이하거나 상호작용하는 것을 의미하고 mudding은 그렇게 하는 행위를 지칭한다. mudder는 당연히 MUD를 하는 사람이다. mudlist, mudsex, mudflation와 같은 합성어와 혼성어도 정기적으로 만들어진다. "진흙"이라는 "mud"의 의미를 이용한 말장난이 만연해 있는데, 예를 들어 ROM(Rivers of MUD), MUCK, MUSH, CoffeeMUD 코드베이스 및 MUD Muddy Waters의 이름이 그렇다.

## 같이 보기
- MUD 연혁
- 바틀 테스트
- 온라인 텍스트 기반 롤플레잉 게임
- 통합 개발 환경
- 가상 경제
- Cyberformance
- 디지털 건축

- 통합 개발 환경
- 가상 경제